# 谢斯群岛
谢斯群岛是位于西班牙西北部加利西亚自治区蓬特韦德拉省维哥湾的一群岛屿。它属于加利西亚大西洋群岛国家公园的一部分，虽然它在行政上归维戈市管理，但岛上的居民来自坎加斯圣地亚哥堂区。

## 历史
2002年，加利西亚大西洋群岛国家公园正式成立，谢斯群岛为该国家公园的一部分。
2007年2月，谢斯群岛的罗德海滩被英国的《卫报》评为世界上最美的海滩。
2014年3月，谢斯群岛被指定为欧盟Natura 2000特别保护区。
2017年8月，由于航运公司无视旅游胜地谢斯群岛的日客流量2.2万人的限制而超量售票，导致数千游客无法登岛滞留在维戈港，甚至还出现了航运公司员工和旅客的冲突。
2018年，谢斯群岛入选联合国教科文组织世界遗产的预备名单。

## 生态
谢斯群岛拥有堪称世界最大的海鸥群体，数量约有22,000对。其它鸟类还有鸽、鹈鹕、鸠鸽和啄木鸟。同时，还有许多迁徙鸟类在这里越冬或中途休息。岛屿附近的水域生物多样性丰富，重要的生物有鯨、海豚和鲨鱼，包括大青鲨和姥鲨。

## 图集

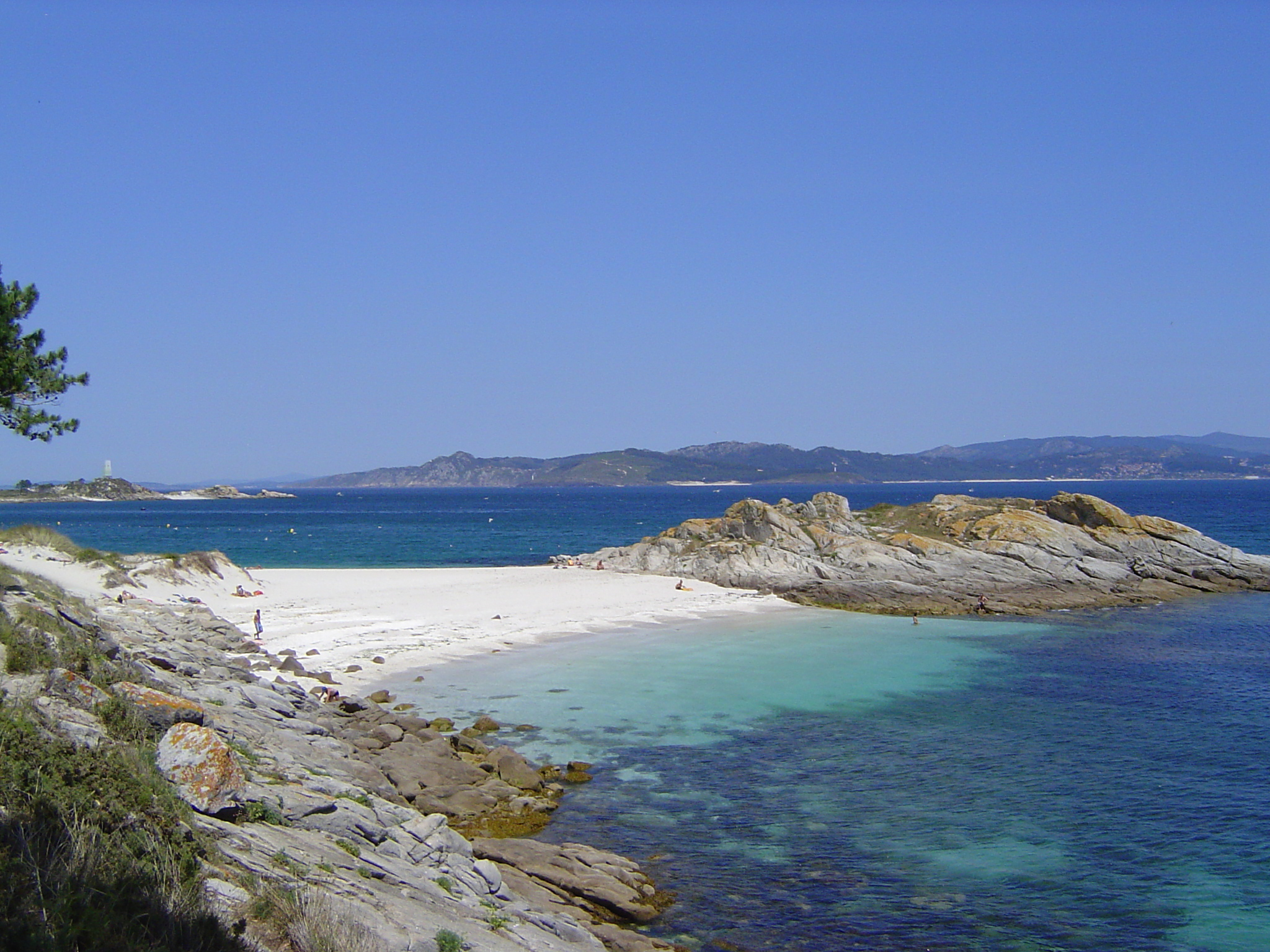
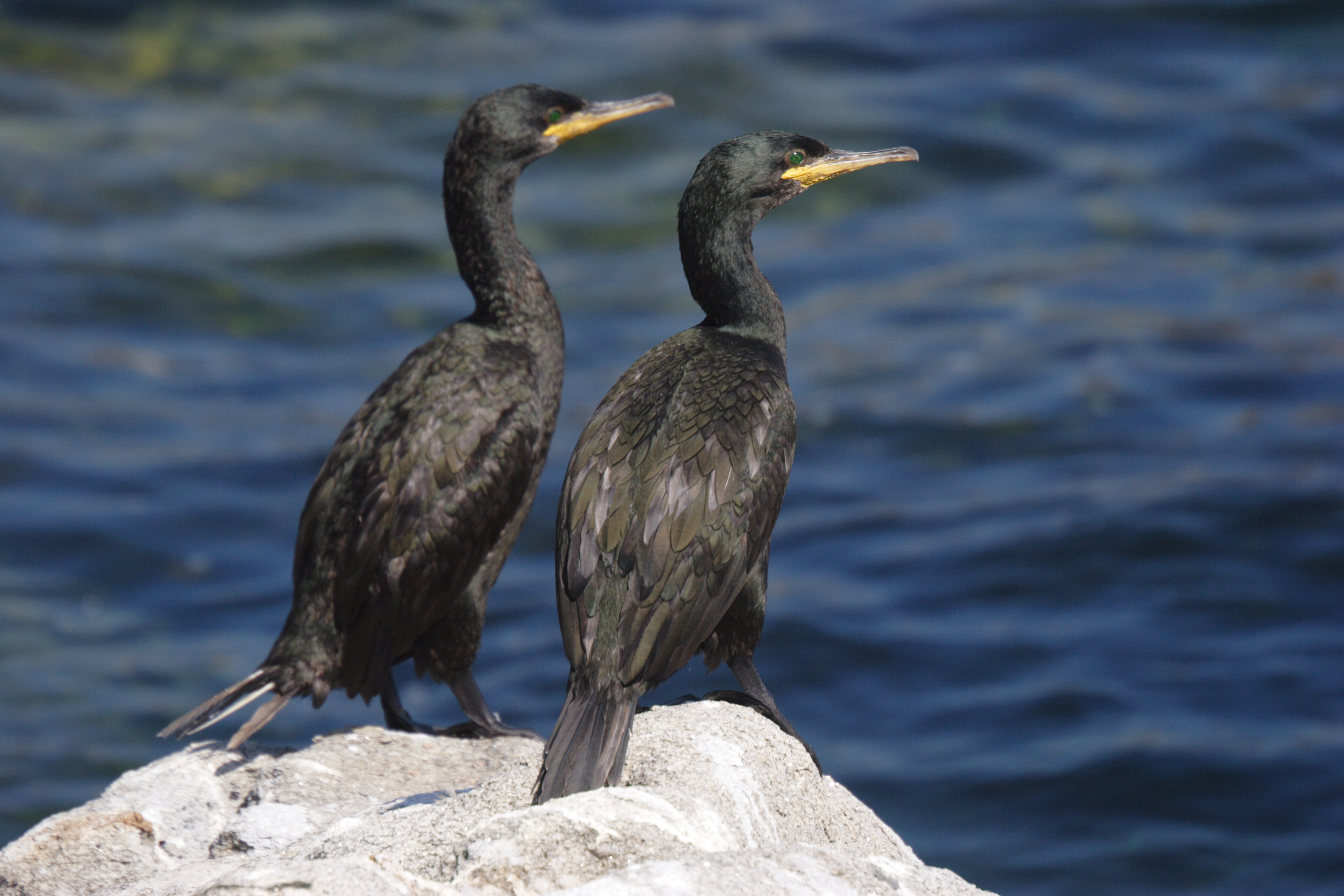
歐洲綠鸕鶿
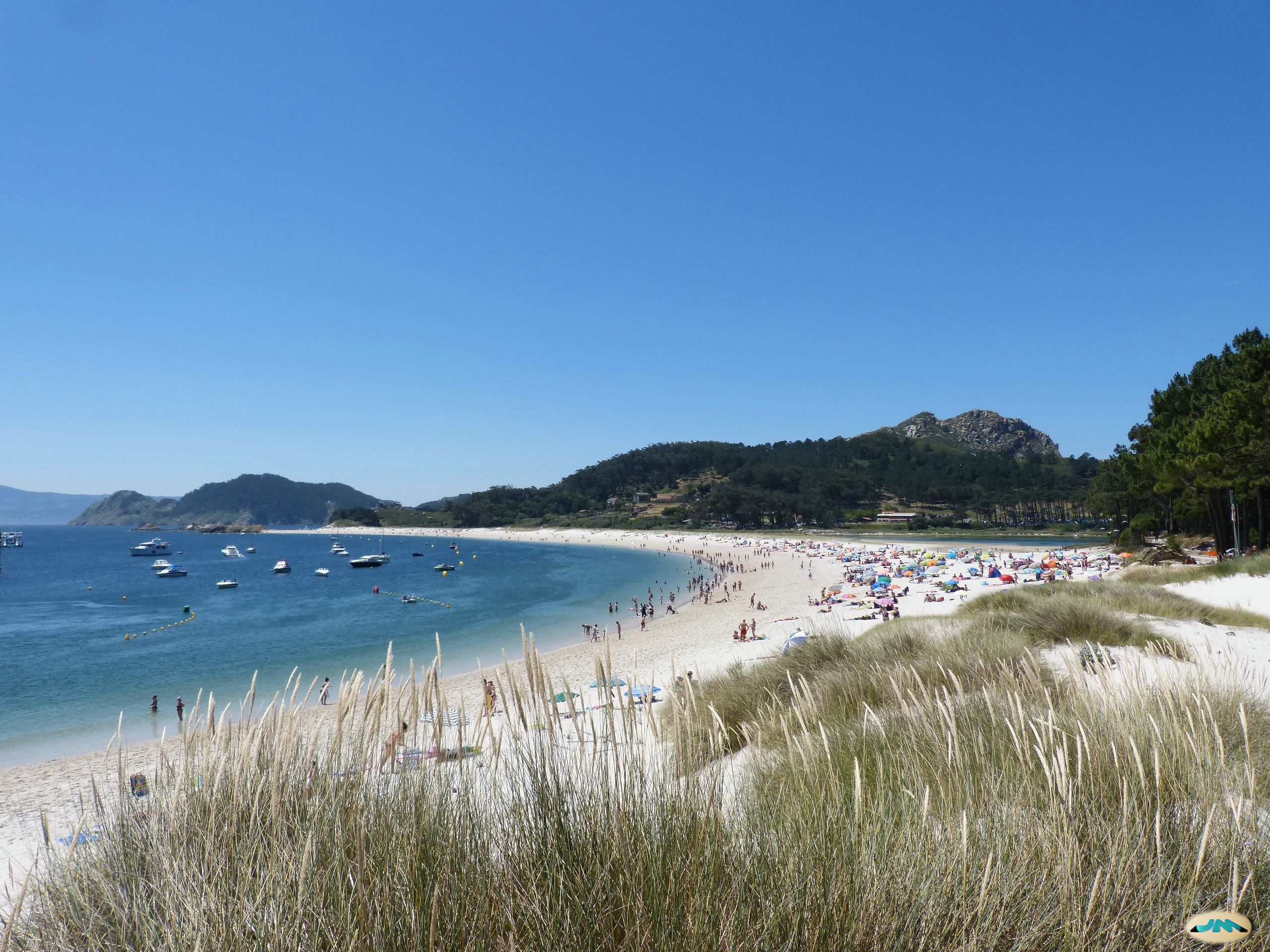
罗德海滩
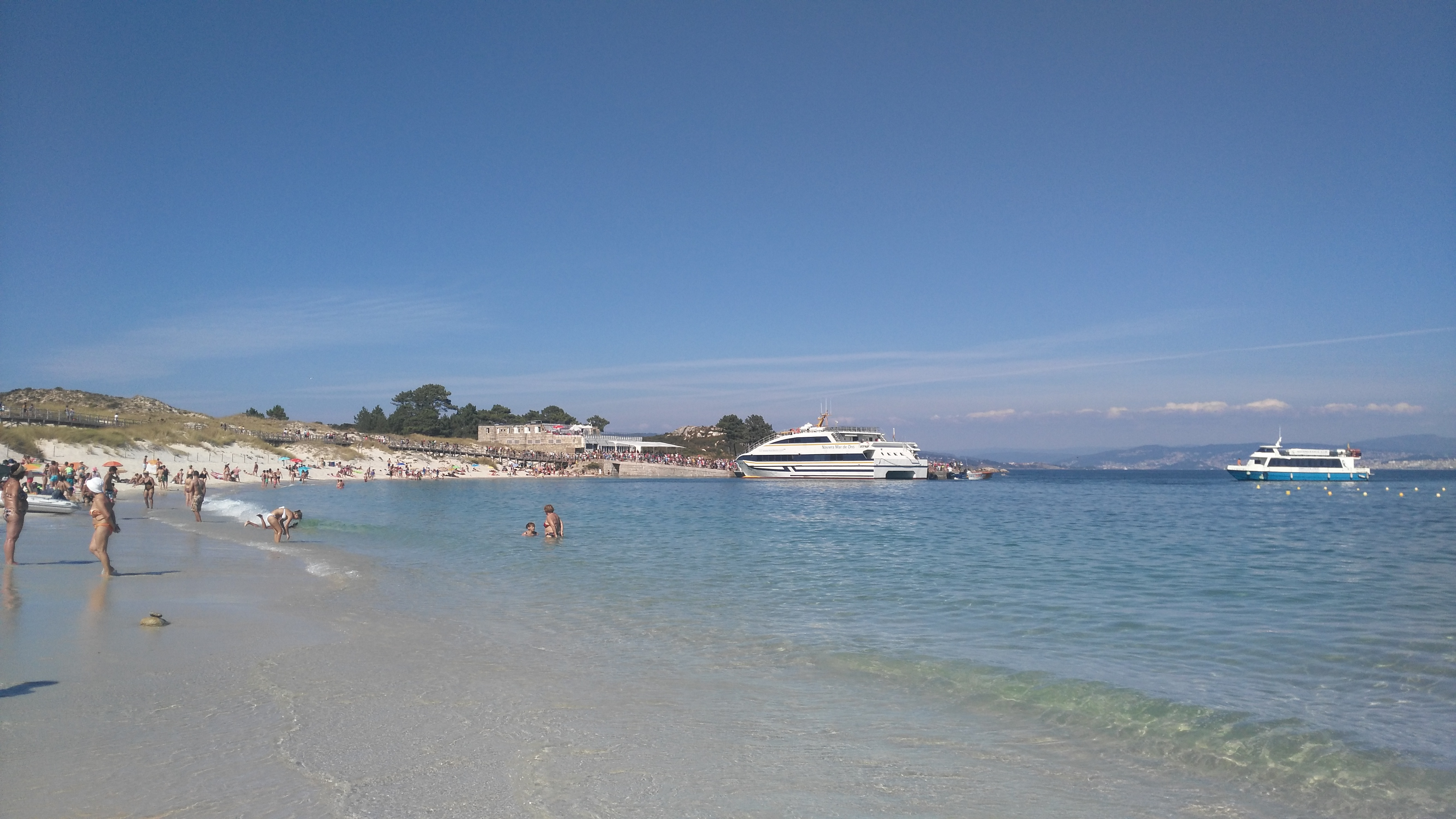